# Caroline Hill

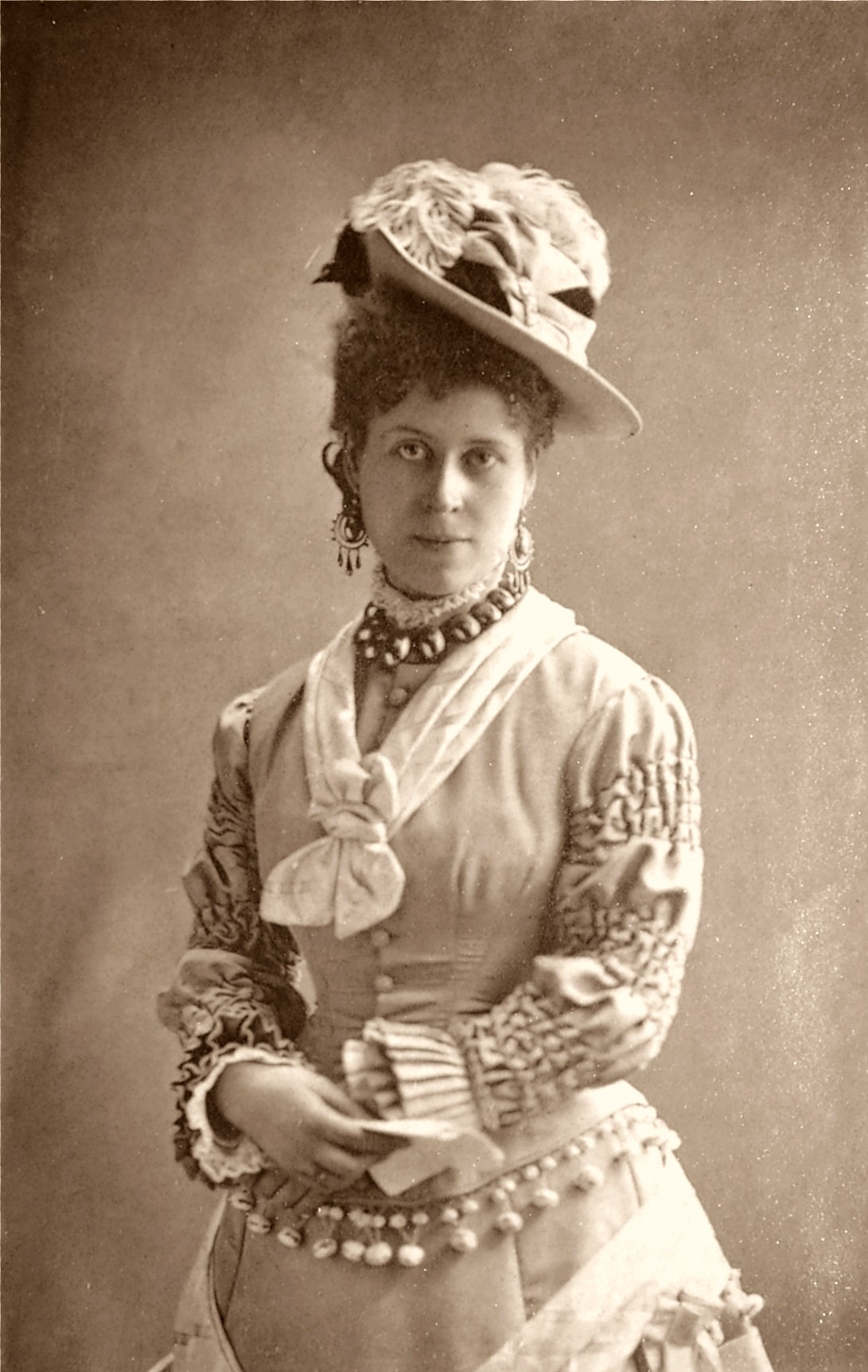
Caroline Hill.

Caroline Hill, född 1845, död 1926, var en brittisk skådespelerska. Caroline Hill gjorde sin New York-debut 1883 som Lady Dolly Vanderdecken i "Moths" på Lester Wallacks teater. Senare spelade hon på Park Theatre i Brooklyn. Hon var gift med Herbert Kelcey. Någon gång på 1890-talet upplöstes hennes äktenskap med Kelcey, och hon återvände till England.